# カッチ大湿地

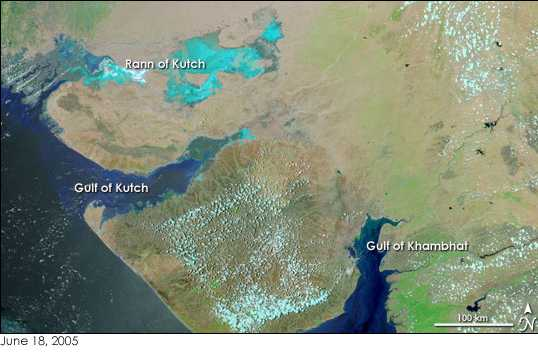
インド西部の衛星写真に見るカッチ大湿地
画面左上の青い部分

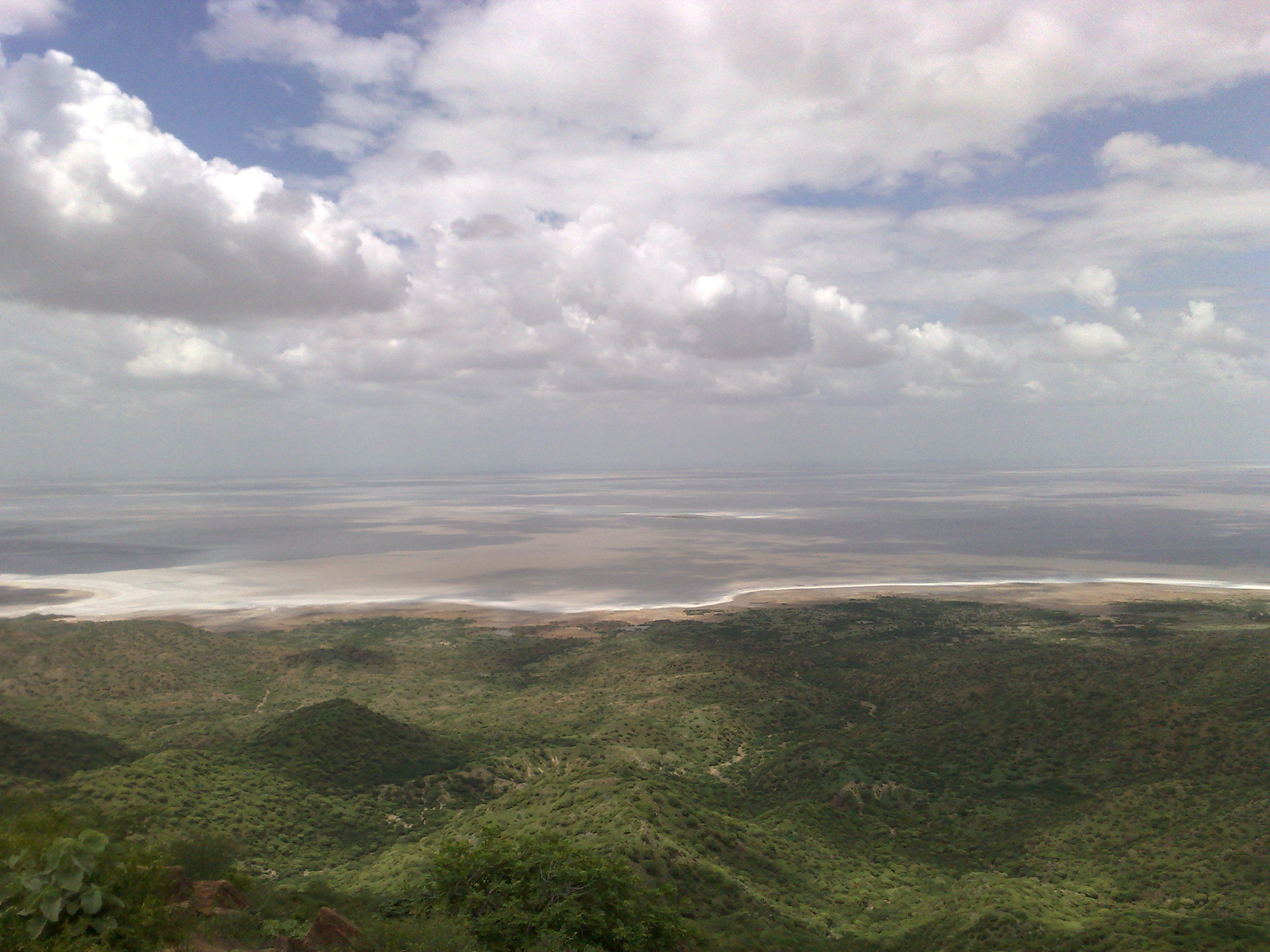
カッチ湿地

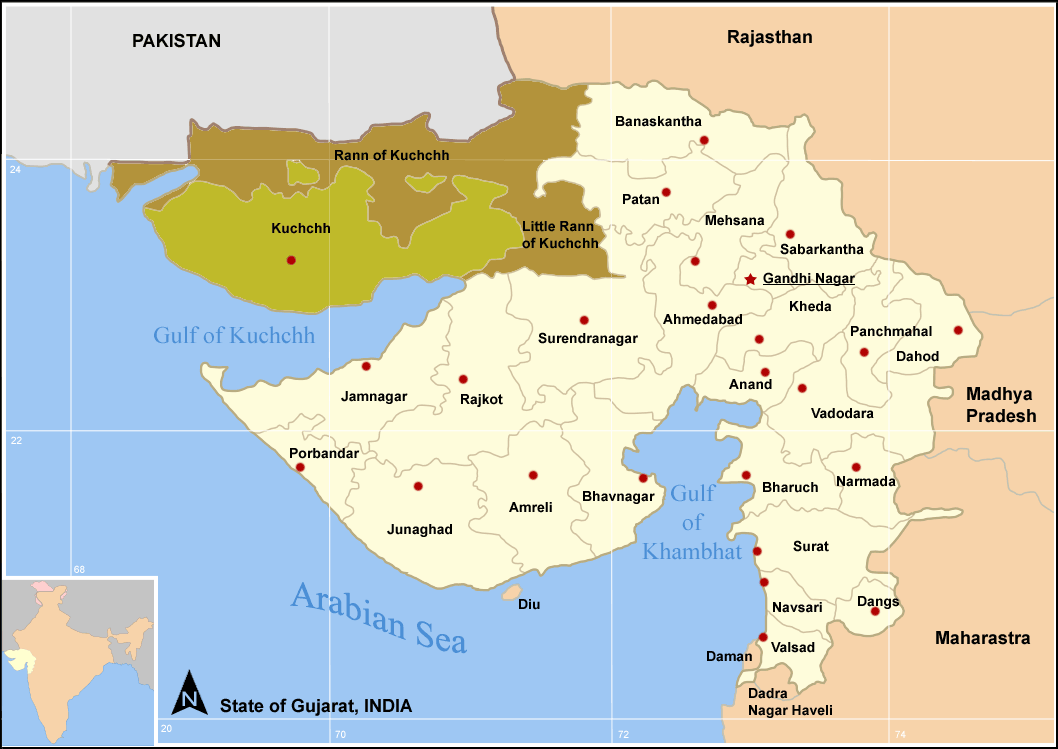
グジャラート州の地図。北側がカッチ大湿地。東側がカッチ小湿地。

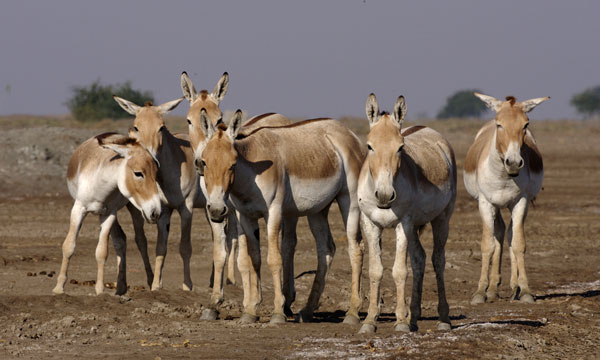
固有種であるインドノロバはカッチ湿原で見ることができる。絶滅が危惧されたが生息数は約4,000頭に回復した。

カッチ大湿地（英語: Great Rann of Kutch）はインド北西部グジャラート州からパキスタンのシンド州のインダス河口に及ぶ広大な塩性湿地である。カッチ大湿地とカッチ小湿地を合わせた総称としてカッチ湿地と呼ばれている。カッチ大湿地の広さは約2,897平方マイルで、カッチ湿地全体の広さは10,000平方マイルに及ぶ。

## 名称
Rannとはヒンディー語・ウルドゥー語で塩沼を意味する。Kutchはその場所の地名である。
世界有数の塩砂漠地帯であり白砂漠の異名がある。

## 地理
北側にタール砂漠が広がっている。
夏のモンスーン時期には海抜15mの平坦な泥地が海水で覆われる。この海水が引けると後に塩分が残る。
過去には領土問題があったが、第二次印パ戦争終了後の1968年にカッチ大湿地の90％がインド領土、10％がパキスタン領土で確定している。
1819年に湿地北縁を震源域とするMw7.7～8.2の大地震（カッチ湿地地震）が発生し、1543人以上の死者を生じた。

## 環境
シベリアからの渡り鳥やフラミンゴ（オオフラミンゴ、コフラミンゴ）、ニシハイイロペリカンの繁殖地・越冬地で、13種のヒバリがいる。インドオオノガン、フサエリショウノガン、オオヅル、シマハイエナ、オオカミ、キツネ、ジャッカル、ガゼルなどが生息する。カッチ湾の東のカッチ小湿地は野生のアジアノロバ3種が残っていることで知られる。
パキスタン国内の2ヶ所はラムサール条約登録地である。